# Alberte Winding
 "Alberte" omdirigeres hertil. For selve navnet, se Alberte (pigenavn).
 Der er for få eller ingen kildehenvisninger i denne artikel, hvilket er et problem. Du kan hjælpe ved at angive troværdige kilder til de påstande, som fremføres i artiklen.

Elin Alberte Leonora Winding eller blot Alberte (født 23. august 1963) er en dansk sanger og skuespiller, datter af Thomas Winding og Lulu Gauguin.

## Opvækst og karriere
Alberte voksede op i Tisvilde, København og i Skovby på Ærø. Hun medvirkede sammen med sine halvbrødre Kasper Winding (fælles far) og Aske Bentzon (fælles mor) i sin fars udsendelser for B&U-afdelingen i Danmarks Radio. Hun var som barn med i tv-programmer for børn, blandt andre Farvel, jeg hedder Kurt. Som meget ung rejste hun til USA med sin kusine. Hun var 19, da hun kom hjem og begyndte at skrive musik og blev tre år efter kendt som Luna fra adskillige afsnit af Bamses Billedbog samt julekalenderen Bamses Julerejse. Hun har også været med i enkelte teaterforestillinger og filmen Strømer.
Hendes hovedudtryksområde er musikken, og hun har udgivet en række plader med pop og børnemusik. Meget er skrevet og spillet sammen med hendes tidligere ægtemand, Jan Rørdam, som hun blev skilt fra i 2001. Alberte er også kendt fra mange af Åh Abe-koncerterne. Siden 2001 har hun arbejdet sammen med saxofonist og komponist Benjamin Koppel, med hvem hun i 2002 udgav cd'en Alberte Winding/Benjamin Koppel på pladeselskab Cowbell Music. I 2008 kom en cd udelukkende med musik skrevet af de to. Alberte er blevet gift i igen 2015 med den 18 år yngre guitarist Andreas Fuglebæk, som hun i 2023 lavede albummet Nye Stjerner med.[kilde mangler]

## Hæder
- 1995 Peter Sabroe-prisen
- 2006 BMF's børnebogspris for Barbara Tristan Møller
- 2011 Danish Music Awards - Årets Danske Voxpopudgivelse for Fjerde til venstre
- 2019 Nomineret til Læsernes Bogpris for Kastevind - Erindringsglimt fra en barndom
- 2023 Danish Music Awards - Danish Music Awards' Ærespris

## Diskografi
- Alberte (1985)
- Lige på (1986)
- Lyse nætter (1991)
- Det skaldede spøgelse (1992)
- Den forsvundne skat (1993)
- Tju bang chokolademand (Det er mig, der bestemmer her) (1994)
- Alle verdens hjørner (1996)
- Brænder sol (1999)
- De største & de mindste (opsamlingsalbum) (1999)
- Alberte Winding/Benjamin Koppel (som Alberte Winding og Benjamin Koppel) (2002)
- Svenske spor (2003)
- Sludder og vrøvl gamle jas (som Alberte, Thomas Winding og Jan Rørdam) (2005)
- Frostmorgen (som Alberte Winding og Benjamin Koppel) (2008)
- Fjerde til venstre (2011)
- Ønskescenariet (2012)
- Kommer hjem (2015)
- Hva drømmer du (2017)
- Martha's Vineyard (2020)
- Julesange med Alberte (2021)
- Nye Stjerner (2023)

Alberte har medvirket på flere børneplader i forbindelse med Bamse- og Åh abe-serierne.

## Filmografi
- 1969 Farvel, jeg hedder Kurt
- 1971 Revolutionen i vandkanten
- 1976 Strømer
- 1986-1998 Bamses billedbog
- 1996 Bamses julerejse
- 2004 Fjernsyn for voksne
- 2005 Fjernsyn for voksne: Den grimme ælling
- 2005 Til dans, til vands og i luften
- Ukendt My Little Dog Maestro: The Trouble with Cats (kortfilm)

## Familie m.m.
- Josefine Winding (datter) – musiker
- Thomas Winding (far) – forfatter, tegner, filminstruktør og producent, kendt fra DR's børne-tv
- Kasper Winding (halvbror) – musiker og producent
- Aske Bentzon (halvbror) – musiker og skuespiller
- Ole Vinding (farfar, født Winding) – journalist og forfatter
- Andreas Vinding (oldefar, født Winding) – forfatter
- Agis Winding (oldemor) – skuespillerinde
- Lulu Gauguin (mor)
- Jean René Gauguin (morfar) – billedhugger, søn af maleren, billedhuggeren og grafikeren Paul Gauguin
- Paul Gauguin (oldefar)
- Andreas Fuglebæk (ægtefælle) - Albertes mand og faste guitarist/producer på de seneste udgivelser